# Turistická značená trasa 7387
 Turistická značená trasa 7387 je 1,5 km dlouhá žlutě značená trasa Klubu českých turistů v okrese Náchod spojující Žernov s Babiččiným údolím. Její převažující směr je jižní. V celé délce je sledována naučnou stezkou Jakuba Míly.

## Průběh trasy
Turistická trasa má svůj počátek v centru Žernova na rozcestí s modře značenou trasou 1839 spojující Olešnici s Chvalkovicemi. Městys opouští po místní komunikaci jihovýchodním směrem a napojuje se na silnici do Zlíče. U autobusové zastávky Žernov, odb. Ratibořice silnici opouští a klesá k jihozápadu nejprve polní cestou a posléze pěšinou k toku Úpy, kterou po lávce překonává. Poté pokračuje pěšinou přes louku a kolem Rudrova mlýna k pomníku Babičky s vnoučaty, kde končí na rozcestí s červeně značenou Cestou Boženy Němcové ze Rtyně v Podkrkonoší do České Skalice, zeleně značenou trasou 4224 z Větrníku do České Čermné a s naučnými stezkami Babiččino údolí a Po stopách erbu zlatého třmene.

## Turistické zajímavosti na trase
- Kaple Panny Marie Sněžné v Žernově
- Babiččino údolí
- Žernovská lávka
- Rudrův mlýn
- Pomník Babičky s vnoučaty